# ルイーズ・ブライアント

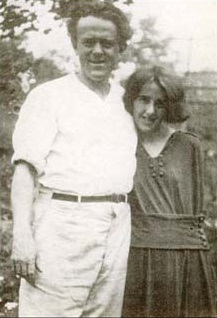
夫のリードと （1918年）

ルイーズ・ブライアント （Louise Bryant、1885年12月5日 - 1936年1月6日）は、アメリカ合衆国の作家、女性運動家。ジャーナリストのジョン・リードの妻。カリフォルニア州サンフランシスコ出身。